# John L. Helm

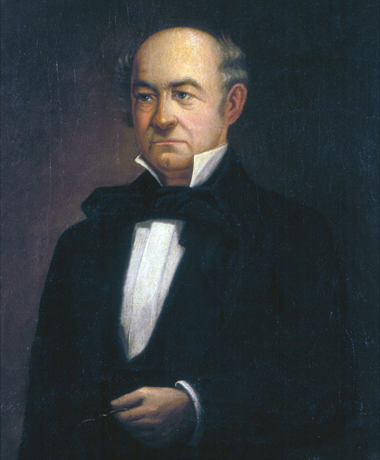
John Helm

John LaRue Helm (* 4. Juli 1802 in Elizabethtown, Kentucky; † 8. September 1867 ebenda) war ein US-amerikanischer Politiker und der 18. Gouverneur des Bundesstaates Kentucky.

## Frühe Jahre und politischer Aufstieg
Der junge John Helm wurde zunächst privat und dann in den öffentlichen Schulen seiner Heimat erzogen. Anschließend studierte er Jura und wurde 1823 als Rechtsanwalt zugelassen. Im Jahr 1824 war er Bezirksstaatsanwalt des Meade County. Zwischen 1826 und 1843 war er mit einigen Unterbrechungen Abgeordneter im Repräsentantenhaus von Kentucky. Mehrfach war er in dieser Zeit auch Präsident (Speaker) des Hauses. Eine Kandidatur zum Kongress scheiterte 1838. Von 1844 bis 1848 saß er im Senat von Kentucky, anschließend wurde er schließlich als Kandidat der Whig Party zum Vizegouverneur unter John J. Crittenden gewählt.

## Erste Amtszeit als Gouverneur
Am 31. Juli 1850 trat Gouverneur Crittenden von seinem Amt zurück, um US-Justizminister im Kabinett Fillmore zu werden. Damit fiel Helm das Amt des Gouverneurs zu. Er musste die verbleibende Amtszeit bis zum 2. September 1851 beenden. Als Gouverneur sprach er sich für eine Wahlreform aus. Gleichzeitig stand er einer Finanzierung des Schulwesens aus Steuermitteln kritisch gegenüber. Mit dem Ergebnis der Verfassungsreform von 1850 war er unzufrieden und stimmte dagegen, konnte die Reform aber nicht aufhalten.

## Weiterer Lebenslauf
Nach dem Ausscheiden aus dem Amt war er von 1854 bis 1860 Präsident der Eisenbahngesellschaft Louisville and Nashville Railroad. Während des Bürgerkrieges befürwortete er zunächst die Neutralität von Kentucky. Als das nicht möglich war, sympathisierte er mit der Konföderation und wurde ein harscher Kritiker von Präsident Abraham Lincoln. Daher wurde er von der Union als Rebell eingestuft und zeitweise inhaftiert. Nach einem Treueschwur auf die Union wurde er wieder auf freien Fuß gesetzt.
Von 1865 bis 1867 war er erneut Mitglied des Senats von Kentucky. Nach der Auflösung der Whig Party wandte sich Helm den Demokraten zu, die ihn 1866 nochmals als ihren Kandidaten für die Gouverneurswahl aufstellten. Er gewann die Wahlen mit 65,7 % der Stimmen gegen Sidney Barnes (24,7 %) und wurde am 3. September 1867 vereidigt, verstarb aber bereits am 8. September, weswegen sein Vizegouverneur John W. Stevenson sein Amt übernahm. John Helm war mit Lucinda Barbour Hardin verheiratet, mit der er elf Kinder hatte.